# HD 10180
HD 10180 — одиночная звезда в южном созвездии Южной Гидры, имеющая не менее 7 подтверждённых планет (и 2 неподтверждённые). Находится в 127 световых годах от Солнца.
В России звезда из-за очень большого южного склонения не наблюдается, видима только к югу от 30° северной широты. Невооружённым глазом не видна, но может быть легко найдена в бинокль.
HD 10180 — жёлтый карлик спектрального класса G1V. Масса звезды на 6 % превышает массу Солнца, металличность — на 20 % больше солнечной, возраст — 7,3 млрд лет. Радиус звезды составляет 1,20 ± 0,318 радиуса Солнца.

## Планетная система

Орбиты в планетарной системе HD 10180

Планетная система содержит пять нептуно-подобных планет с минимальными массами от 12 до 25 масс Земли и орбитальными радиусами 0,06, 0,13, 0,27, 0,49 и 1,42 а.е. Кроме того, есть уверенность в существовании на удалении 0,02 а.е. от звезды планеты с минимальной массой в 1,3 массы Земли, а на удалении в 3,5 а.е — сатурно-подобной планеты с минимальной массой в 65 масс Земли. Данное открытие перевело звезду в лидеры (после Солнца) по наличию на её орбите обнаруженных планет. Предыдущий рекорд принадлежал звезде 55 Рака A с пятью подтвержденными планетами. Планета HD 10180 g предположительно находится в обитаемой зоне.
Планетная система не содержит планет участвующих в орбитальных резонансах, хотя есть несколько около-резонансных орбит.
Планеты были обнаружены с использованием спектрографа HARPS методом доплеровской спектроскопии. Так как наклонения планетарных орбит неизвестны, астрономы могут вычислить только минимально возможную массу элементов системы.
10 апреля 2012 года учёные из Университета Хартфордшира сообщили о возможном наличии в этой системе ещё двух планет, массой 5,1 и 1,9 масс Земли и с периодами 10 и 68 дней соответственно. Таким образом, система HD 10180 возможно превысила по числу планет Солнечную систему.

### Планеты
HD 10180 b — экзопланета земного класса минимальной массой 1,3 массы Земли и удалении 0,02 а.е. от звезды. Планета совершает полный оборот вокруг звезды приблизительно за 1 земной день, 4 часа и 16 минут. Возможность существования жизни маловероятна. Из-за близкого расположения к звезде планета слишком горячая. До открытия HD 10180 b самой маленькой по массе известной экзопланетой, обращающейся возле нормальной звезды, была планета Глизе 581 e (1,9 массы Земли). В 2011 году была открыта миниземля Kepler 20 f, массой 0,66 массы Земли и радиусом 1,034 радиуса Земли, в 2012 году — KOI-961 d массой <0,9 массы Земли и радиусом 0,57 радиуса Земли.
HD 10180 c — похожа на Нептун, имея минимальную массу в 13 раз большую, чем Земля. Орбита слишком близко расположена к родной звезде (0,0641 а.е.), что относит её к классу горячих нептунов. Полный оборот HD 10180 c совершает за 5,76 земных дня.
HD 10180 i — неподтверждённая планета класса горячая сверхземля. Открыта в 2012 году.
HD 10180 d — планета в 12 раз массивнее Земли, что делает её схожей с Нептуном. Из-за близкого расстояния в 0,129 а.е. к родному светилу она относится к классу горячих нептунов. Полный оборот вокруг звезды совершает за 16,36 земных суток.
HD 10180 e — экзопланета, обращающаяся вокруг звезды HD 10180. Масса HD 10180 e превышает земную в 25 раз, а расстояние до родного солнца меньше в 38,5 раза, что, вероятно, относит её к классу горячих нептунов. Сидерический период экзопланеты составляет 49,75 дня.
HD 10180 j — неподтверждённая планета. Открыта в 2012 году.
HD 10180 f — экзопланета, найденная у звезды HD 10180. Планета в 23,5 массивнее Земли, из-за чего она больше похожа на Нептун. HD 10180 f находится на расстоянии в 0,4924 а.е. от родной звезды и совершает полный оборот за 122,72 дня.
HD 10180 g — экзопланета, вращающаяся вокруг HD 10180, находящаяся в обитаемой зоне. Планета предположительно нептуноподобна, так как в 21,3 раза массивнее Земли. Полный оборот вокруг своей звезды делает за 602 дня по орбите с эксцентриситетом 0,19. Большая полуось орбиты равна 1,422 земной.
HD 10180 h — схожая с Сатурном экзопланета. Имеет массу в 65,2 раза бо́льшую, чем Земля, но удалённая от родной звезды на 3,5 а.е. Полный оборот вокруг HD 10180 планета совершает за 2229 дней.
| Планета             | Масса           | Большая полуось (а.е.) | Орбитальный период (дней) | Эксцентриситет  |
| ------------------- | --------------- | ---------------------- | ------------------------- | --------------- |
| b                   | >1,3 ± 0,8 M⊕   | 0,02222 ± 0,00011      | 1,17766 ± 0,00022         | 0,0005 ± 0,0049 |
| c                   | >13,0 ± 2,0 M⊕  | 0,0641 ± 0,0010        | 5,75973 ± 0,00083         | 0,07 ± 0,08     |
| i (не подтверждена) | >1,9 ± 1,8 M⊕   | 0,0904 ± 0,047         | 9,655 ± 0,072             | 0,05 ± 0,23     |
| d                   | >11,9 ± 2,15 M⊕ | 0,1284 ± 0,0061        | 16,354 ± 0,0013           | 0,011 ± 0,013   |
| e                   | >25,0 ± 3,9 M⊕  | 0,270 ± 0,0013         | 49,75 ± 0,007             | 0,001 ± 0,010   |
| j (не подтверждена) | >5,1 ± 3,2 M⊕   | 0,330 ± 0,016          | 67,55 ± 1,28              | 0,07 ± 0,12     |
| f                   | >23,9 ± 1,4 M⊕  | 0,4929 ± 0,0078        | 122,88 ± 0,65             | 0,13 ± 0,015    |
| g                   | >21,4 ± 3,4 M⊕  | 1,415 ± 0,091          | 596 ± 37                  | 0,03 ± 0,40     |
| h                   | >65,8 ± 12,9 M⊕ | 3,49 ± 0,60            | 2300 ± 550                | 0,18 ± 0,016    |